# Charuto (futebolista)
José Roque, mais conhecido como Charuto (Rio de Janeiro, abril de 1920 - ?), foi um Futebolista que atuava como meia direita. 

## Início de Carreira
Com dois anos de idade a sua família fixou residência em Jaboticabal, no interior paulista. Foi nessa cidade que ele começou a sua carreira, primeiro no Flamengo local e aos 16 anos ingressou no Jaboticabal Atlético.

## Portuguesa de Desportos
Charuto começou a se destacar na meia direita chamando assim à atenção dos grandes clubes pelos seus dribles e gols. Em 1938 foi contratado pela Portuguesa, após uma ótima atuação em um amistoso contra a mesma. O seu primeiro contrato foi de dois anos com 2 mil cruzeiros de luvas e um ordenado de 500 cruzeiros mensais. Na Lusa conquistou o vice Campeonato Paulista de Futebol de 1940 e o título do Torneio Imprensa de 1943.[carece de fontes?] No time rubro-verde disputou mais de cem jogos e marcou 59 gols  e saiu  do clube em 1944 se transferindo para o São Paulo Railway.

## Nacional
Em 1945 ingressou no São Paulo Railway, atual Nacional Atlético Clube. No clube da Barra Funda foi titular absoluto do time até encerrar a sua carreira em 1951. Ao encerrar a carreira se tornou funcionário público na Assembléia Legislativa do Estado de São Paulo .